# Schillerwanze

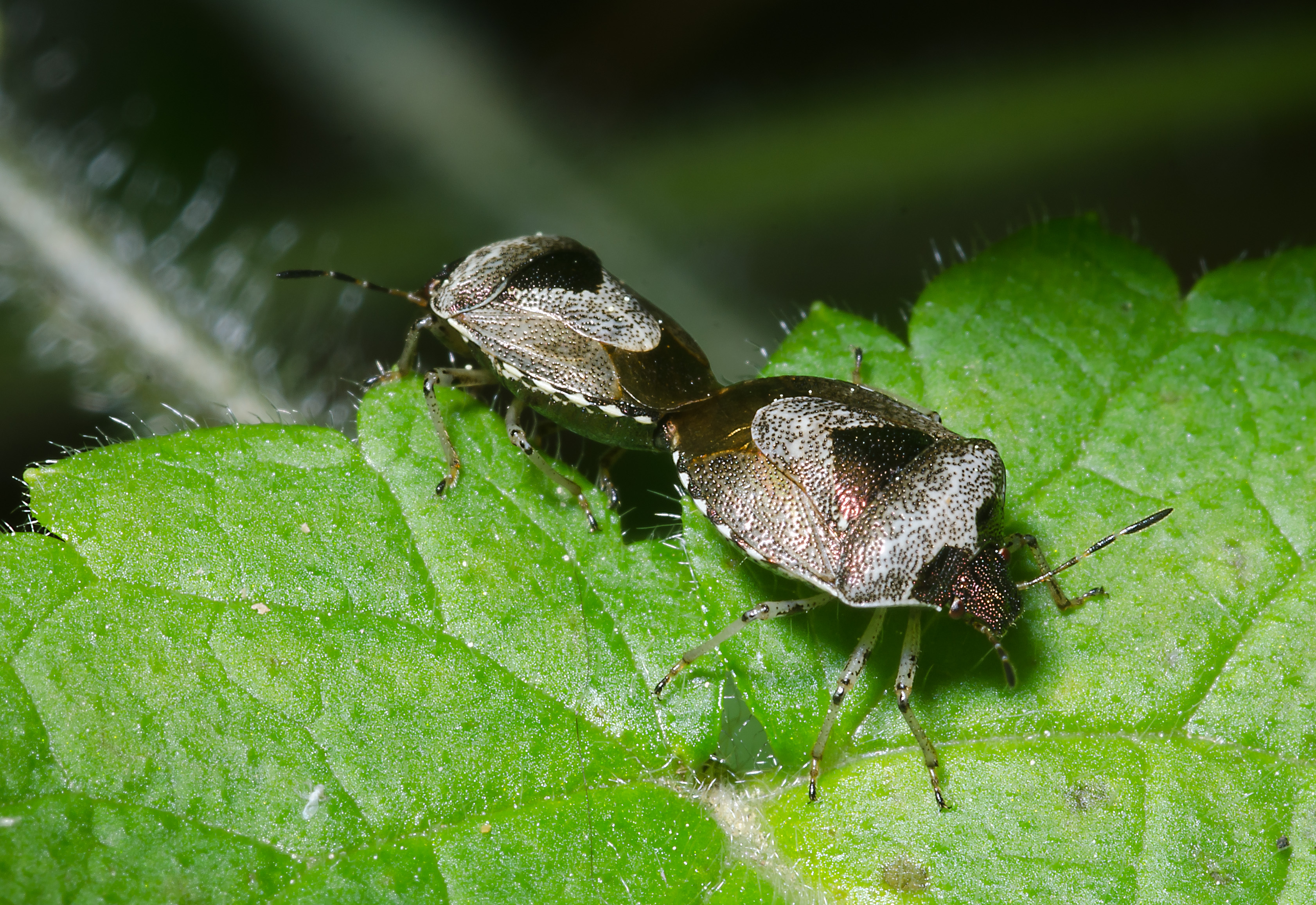
Paarung

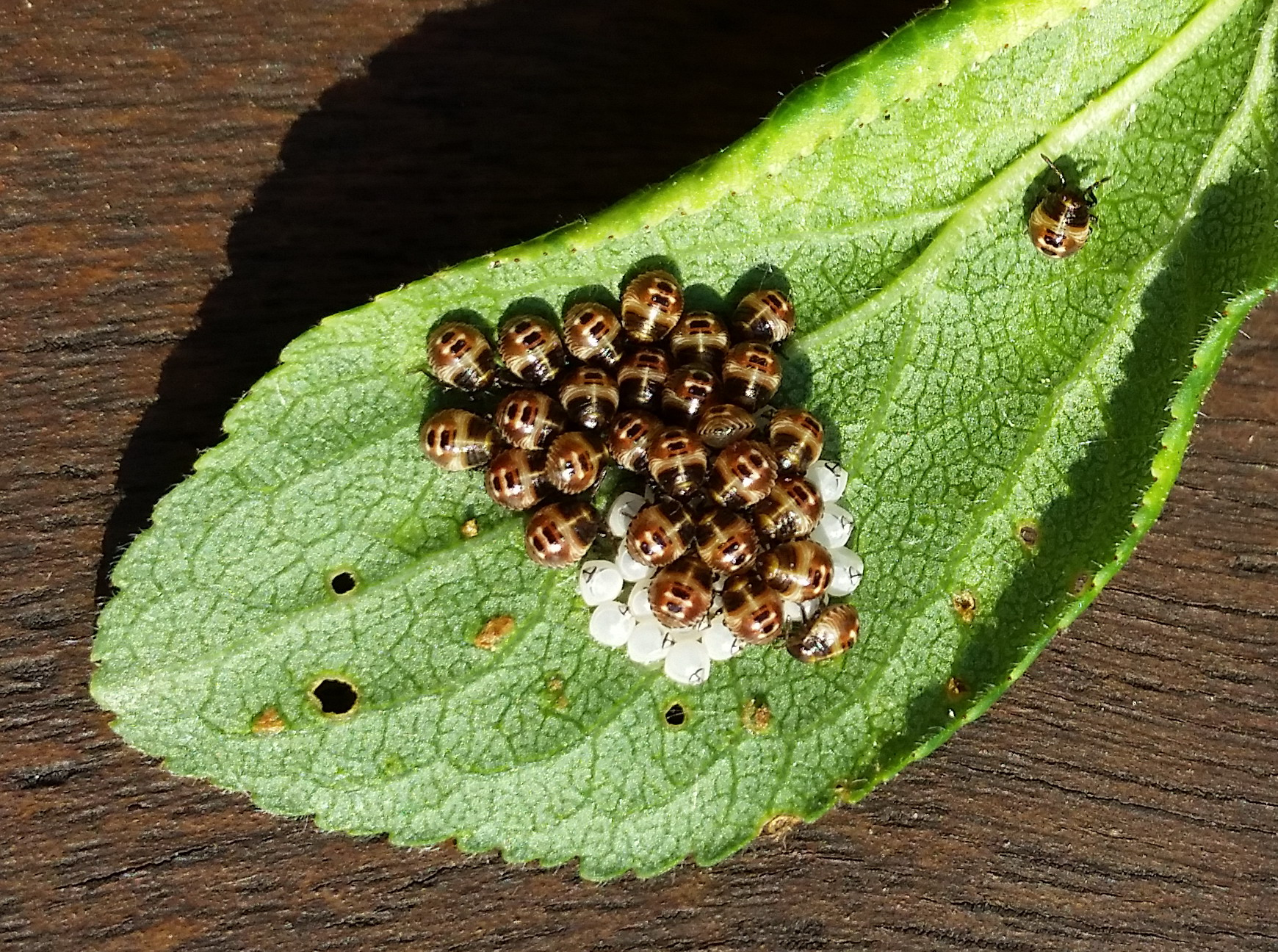
Eier und Nymphen

Die Schillerwanze (Stagonomus venustissimus, Syn. Eysarcoris venustissimus), auch Dunkler Dickwanst und Schönster Dickwanst genannt, ist eine Wanze aus der Familie der Baumwanzen (Pentatomidae).

## Merkmale
Die Wanzen werden 5,5 bis 6,5 Millimeter lang. Sie sind grünlich grau gefärbt. Der Kopf und der vordere Teil des Pronotums und des Schildchens (Scutellum) sind kupferfarben. Das Connexivum ist abwechselnd schwarz und weiß gemustert.

## Verbreitung und Lebensraum
Die Art ist von Nordafrika und Europa mit Ausnahme des Nordens östlich bis Sibirien und in die Kaspische Region verbreitet. Sie ist in Mitteleuropa weit verbreitet. Sie ist dort im Süden bis zur Mittelgebirgsgrenze häufiger und im Norden nur vereinzelt verbreitet und meist nur durch ältere Funde dokumentiert. In den Alpen findet man sie bis in 1200 Meter Seehöhe. Die Art ist weniger wärmebedürftig als Eysarcoris aeneus und besiedelt feuchtere, schattige Bereiche, wie etwa Hecken und Waldränder. Die Art war im 19. Jahrhundert in Großbritannien selten, ist aber mittlerweile im Süden und im Zentrum, nördlich bis Yorkshire weit verbreitet.

## Lebensweise
Man findet die Tiere in der Krautschicht an Lippenblütlern (Lamiaceae). Meistens an Ziesten (Stachys), aber auch an Hohlzahn (Galeopsis), Andorn (Marrubium), Taubnesseln (Lamium), Schwarznesseln (Ballota), Wirbeldost (Clinopodium) und anderen. Die Imagines erscheinen im Mai. Kurz darauf beginnt die Paarung, später die Eiablage. Pro Jahr wird eine Generation ausgebildet. Die adulten Tiere der neuen Generation treten ab August auf.

## Taxonomie
Ursprünglich bereits von Fabricius als Cimex melanocephalus beschrieben, erwies sich dieser Name als ungültig, weil bereits die heute als Phylus melanocephalus bekannte Weichwanze von Linnaeus jenen Namen zugeschrieben bekam. Kirkday stellte die Schillerwanze 1904 als Eysarcoris fabricii in die Gattung Eysarcoris; 1998 stellte Rider jedoch fest, dass die Art bereits 1776 von Schrank unter dem Art-Epitheton venustissimus beschrieben worden war, so dass folglich Eysarcoris venustissimus (Schrank, 1776) der korrekte Name war.
Aufgrund molekulargenetischer Untersuchungen wurde die Art 2019 in die Gattung Stagonomus gestellt. Die jetzige korrekte Bezeichnung ist also Stagonomus venustissimus (Schrank, 1776).

## Belege